# 金田兼次郎
金田 兼次郎（かねだ けんじろう、1844年10月26日（弘化元年甲辰9月15日）- 1914年（大正3年）1月15日）は、江戸時代末期（幕末）から明治時代、大正時代の彫刻家。象牙を主に扱った。

## 経歴
浅草に住し、牙彫家および牙彫商として活躍。内外の博覧会に出品し、受賞を重ね、日本美術協会や東京彫工会の役員、審査委員などの重職を歴任した。享年71歳。墓所は青山霊園。

## 作品
- 牙彫鷹置物 - 1892年作。シカゴ万国博覧会 (1893年)の展示品